# Rodolphe Fornerod
Rodolphe Louis Émile Fornerod (* 22. Juni 1877 in Lausanne; † 19. September 1953 in Épiais-Rhus, Département Seine-et-Oise) war ein Schweizer Maler, Zeichner und Illustrator, der in Frankreich tätig war.

## Leben

Der Zopf (ca. 1950); Öl auf Karton

Rodolphe Fornerod wurde am 22. Juni 1877 als Sohn von Charles Auguste Fornerod und dessen Ehefrau Marie Jeanne Françoise Fornerod geb. Delisle in Lausanne geboren. Er studierte in den Jahren 1898 bis 1904 an der École des Beaux-Arts und der Académie Julian in Paris, wo er auch später noch seinen Wohnsitz hatte. Seine Lehrer waren Jules Lefebvre und Tony Robert-Fleury. Mehrere Studienreisen führten ihn nach Spanien; stark beeinflusst wurde er durch Velázquez, Goya und El Greco.
Am 28. Juli 1903 heiratete er die in Paris geborene Antoinette Gargallo (1883–1972), die jüngere Schwester des Malermodells Germaine Pichot, die wohl spanischer Abstammung war. Germaine und ihre Freundin Louise Lenoir („Odette“) waren mit Pablo Picasso liiert gewesen.
Ab 1905 stellte Fornerod bei den Artistes indépendants und im Salon d’Automne aus, später auch bei der Société Nationale in Paris, im Salon de La Libre Esthétique in Brüssel, in Genf und 1909 und 1913 im Kunsthaus Zürich.
Rodolphe Fornerod starb am 19. September 1953 im Alter von 76 Jahren in dem Dorf Épiais-Rhus etwa 35 km nordwestlich von Paris, wo er zeitweise gelebt und sein Atelier gehabt hatte.
Das Musée cantonal des beaux-arts de Lausanne besitzt ein Gemälde Fornerods mit dem Titel Der Zopf; das Pariser Musée National d’Art Moderne im Centre Pompidou besitzt ein 1946 vom französischen Staat gekauftes Ölgemälde Printemps à Epiais („Frühling in Epiais“).